# Mort d'homme
 (octobre 2023).
Si vous disposez d'ouvrages ou d'articles de référence ou si vous connaissez des sites web de qualité traitant du thème abordé ici, merci de compléter l'article en donnant les références utiles à sa vérifiabilité et en les liant à la section « Notes et références ».
Mort d'homme est un roman de Pierre Molaine publié en 1946 aux éditions Corrêa. 

## Genèse du roman
Comme dans ceux de ses autres romans qui puisent leur inspiration dans la Seconde Guerre mondiale, Pierre Molaine, avec Mort d'homme, entend rendre hommage aux courageux anonymes qui, épris de grandeur, ont montré, par leur sacrifice, qu'il était encore des hommes capables d'illustrer en l'incarnant un idéal d'héroïsme.
Le manuscrit original de Mort d'homme se trouve dans le Fonds Pierre-Molaine à la bibliothèque municipale de Lyon.

## Résumé
Au sortir du séminaire dont il est exclu, Christian, jeune homme sans véritable idéal, retrouve avec bonheur le village de son enfance, mais il lui faut partir pour la guerre. Il y sera blessé et devra, par nécessité, rester éloigné de ses camarades de combat. Dans une armée en pleine débâcle, il rejoindra à nouveau son escadron, mais, ne comprenant pas le sens de son engagement, il va déserter. Recueilli et aidé par Guillaume, un partisan avec lequel il nouera une amitié virile et sincère, il tente de gagner la zone sud de la France. Il n'y arrivera jamais, ayant rencontré, à l'approche de la ligne de démarcation, deux Allemands qu'il tue. Il s'enfuit et trouve refuge dans une maison où agonise une enfant. Apprenant par le père de celle-ci que les Allemands vont fusiller vingt otages si le coupable de ces meurtres ne se dénonce pas, il choisit de se livrer, soustrayant ainsi à la mort des otages innocents, promis au peloton d'exécution. Christian pourra alors entrer, presque malgré lui, sans bruit et avec modestie, dans la légion des héros.